# Чад Стахелски
Чад Стахелски (на английски: Chad Stahelski) е американски режисьор и каскадьор. Известен е най-вече като режисьор на филма от 2014 година – „Джон Уик“, и неговите три продължения. Работил е също така като каскадьор и координатор на каскадьорите в няколко филма.
Започва работа като каскадьор през 1994 година във филма „Гарванът“. Стахелски и колегата му каскадьор Джеф Кадиенте са дубльори на актьора Брандън Лий. На 31 март 1993 година, докато снима, Лий е ранен случайно на снимачната площадка от дефектни халосни патрони и по-късно умира в болница по време на операция. Специални ефекти са използвани за наслагване на лицето на Лий върху Стахелски. Тази новаторска техника проправя пътя към възможността починалите актьори да завършват проекти или да се появяват в нови представления.
Стахелски работи и като дубльор на бъдещата си звезда от „Джон Уик“ – Киану Рийвс във франчайза „Матрицата“, а по-късно служи като координатор на каскадите във филмите. През 2009 година е режисьор на второ звено и координатор на каскадите в „Нинджа убиец“ заедно с Дейвид Лийч.
През 2014 година Стахелски режисира заедно с Лийч екшън трилъра „Джон Уик“, базиран на сценария на Дерек Колстад. Филмът е с участието на Киану Рийвс и Майкъл Никвист и е пуснат на 24 октомври 2014 г. от Summit Entertainment, като печели над 88 милиона щатски долара.

## Филмография
| Година | Заглавие     | Режисьор | Продуцент    |
| ------ | ------------ | -------- | ------------ |
| 2014   | Джон Уик     | Да       | Не           |
| 2017   | Джон Уик 2   | Да       | Не           |
| 2019   | Джон Уик 3   | Да       | Изпълнителен |
| 2021   | Bruised      | Не       | Изпълнителен |
| 2022   | Дневна смяна | Не       | Да           |
| 2023   | Джон Уик 4   | Да       | Да           |
| 2024   | Балерина     | Не       | Да           |